# Vinorelbina
Vinorelbina é um fármaco antineoplásico, derivado da Vinca rosea,actualmente conhecida como Catharanthus roseus, obtido sinteticamente por modificações estruturais moleculares. Indicado nos casos de câncer de pulmão, mamas, esôfago, próstata, colo de útero, entre outros.